# Mölndals sjukhus
Mölndals sjukhus är en del av Sahlgrenska Universitetssjukhuset och beläget i Mölndal. Det invigdes år 1924, då det ersatte en tidigare kommunal sjukstuga.

## Historia

### Från sjukstuga till lasarett
I Mölndals Kvarnby hade det sedan tidigare funnits en sjukstuga med 24 vårdplatser. Läkaren Knut Belfrage påvisade år 1913 att sjukstugans genomsnittliga beläggning  varit 29 patienter, varför landstinget insåg behovet av ett nytt länslasarett. Området runt den befintliga sjukstugan räckte inte till för en utbyggnad, varför Fässbergs kommun erbjöd landstinget en tomt om 20 000 kvadratmeter i stadsdelen Bosgården.
Ett lasarett med 50 sängplatser ritades av Rudolf Lange, vilket kostnadsberäknades till 243 100 kronor. Kommunen erbjöd landstinget att ta över sjukstugan som epidemisjukhus. Beslut om sjukhusbygget drog ut på tiden och år 1915 hölls en arkitekttävling, som vanns av arkitekten Arvid Bjerke. Ritningarna omfattade ett sjukhus om 70 sängplatser till en kostnad av 687 000 kronor.
Beslut fattades år 1917 om att bygga ett sjukhus med 50 sängplatser. Byggandet kom dock att dra ut på tiden och först år 1924 stod sjukhuset klart med 74 sängar. Kostnaden uppgick då till 1 500 000 kronor, inklusive inventarier med mera. Ett epidemisjukhus uppfördes på den västra delen av tomten och invigdes år 1925.

### De första åren
Den förste lasarettsläkaren var doktor Torild Lundén. De första patienterna överflyttades till lasarettet den 14 maj 1924, men den officiella invigningen skedde den 3 september samma år. År 1925 anställdes en assistentläkare (motsvarande dagens AT-läkare) och dessutom fanns sedan 1924 en konsulterande röntgenläkare. År 1929 tillkom en fast underläkartjänst.
Lasarettet hade från början en manlig och en kvinnlig avdelning om vardera 30 sängar, samt en tredje avdelning med 17 platser. Från år 1927 disponerade lasarettet andra våningen i epidemisjukhuset för konvalescentvård. Specialisering av öron-, näs- och halssjukdomar inleddes år 1927, då en konsultläkare anlitades.
År 1937 tillkom ett BB om 15 platser och samtidigt byggdes huvudbyggnaden till med ytterligare 50 vårdplatser.

### Expansion från 1940-talet
Lasarettets verksamhet expanderade och år 1948 fick röntgen en självständig lasarettsläkare och år 1952 flyttade den in i nya lokaler. Medicinkliniken invigdes år 1954 i en ny flygelbyggnad med tre vårdavdelningar, mottagningslokaler och laboratorium. I april 1960 började verksamheten vid kvinnokliniken och en barnpsykiatrisk rådgivning inleddes år 1959.
Utbyggnadsplaner togs fram år 1957, men endast delar av dem kom att utföras. Sjukhemmet Biskopsbohemmet stod klart 1962, centralkök och personalmatsal tillkom 1963 och centrallaboratoriet år 1965. År 1968 invigdes höghuset med intilliggande byggnad (K- och N-husen), där bland annat barnkliniken kom att inrymmas.

### 1970- till 1990-talen
I början av 1970-talet blev länslasarettet centrallasarett.
Under andra hälften av 1970-talet inleddes planeringen av en större utbyggnad av lasarettsområdet, bland annat till följd av att den psykiatriska verksamheten vid Sankt Jörgens sjukhus lades ner och nya lokaler behövdes. Drygt 30 villor och ett hyreshus revs och S- och T-husen, vilka innehåller bland annat akutmottagning, intensivvårdsavdelningar, operationsavdelningar, medicin- och ortopedavdelningar och röntgenklinik, invigdes 1984 respektive 1988. Det gamla epidemisjukhuset revs 1993.
Mölndals lasarett bytte namn till Mölndals sjukhus och kom under 1990-talet att gå upp i Sahlgrenska Universitetssjukhuset.